# Béni Nkololo
Béni Jean-Luc Nkololo (1996. november 6.) francia profi labdarúgó, aki szélsőként játszik az I. ligában szereplő CFR Cluj csapatában.
Nkololo Franciaországban született, és a Ligue 2- ben szereplő Stade Brestois 29- ben, valamint számos Francia harmadosztály-ban szereplő klubban játszott mielőtt 2021-ben Ausztráliába igazolt,  a Central Coast Mariners csapatába.
Korai évek
Nkololo Rennes-ben született kongói származású szülők gyermekeként.2004 január 28-án francia állampolgárságot szerzett
Magánélet
Nkololo testvére Jordan Nkololo
Elismerések
Central Coast Mariners
A-League győzelem 2022-23
Ausztráliai kupa második hely 2021
CFR Cluj
Román labdarúgókupa  győzelem 2024-25
Román labdarúgó-szuperkupa második hely
1. ↑  https://fbref.com/en/players/f8f6c98b/